# Parador de Turisme de Vic-Sau
El Parador de Turisme de Vic-Sau és un establiment hoteler de les Masies de Roda (Osona), situat als peus de la península de Casserres, davant del pantà de Sau, al vessant de llevant, prop de l'antiga masia del Bac de Sau, just després del coll de Terrades.

## Origen i característiques
El Parador va obrir les portes al públic el 25 de maig de 1972, encara que no fou inaugurat oficialment fins al 17 de juliol d'aquell mateix any. Es construí segons els plans de l'arquitecte José Osuna, el qual s'inspirà en la masia de les Ferreres de Sant Bartomeu del Grau, construïda durant el segle xviii pels Moretó.
L'edifici, que actualment s'ha reformat completament, reprodueix una típica masia senyorial catalana. Pel que fa a l'àmbit estilístic i arquitectònic, cal distingir entre la façana principal, que reprodueix les línies distintives de l'arquitectura senyorial catalano-aragonesa, i la cara posterior caracteritzada per les formes pròpies de la masia catalana. Destaquen els grans finestrals amb arcs de mig punt, les reixes als balcons i les galeries i arcades de pedra massissa.

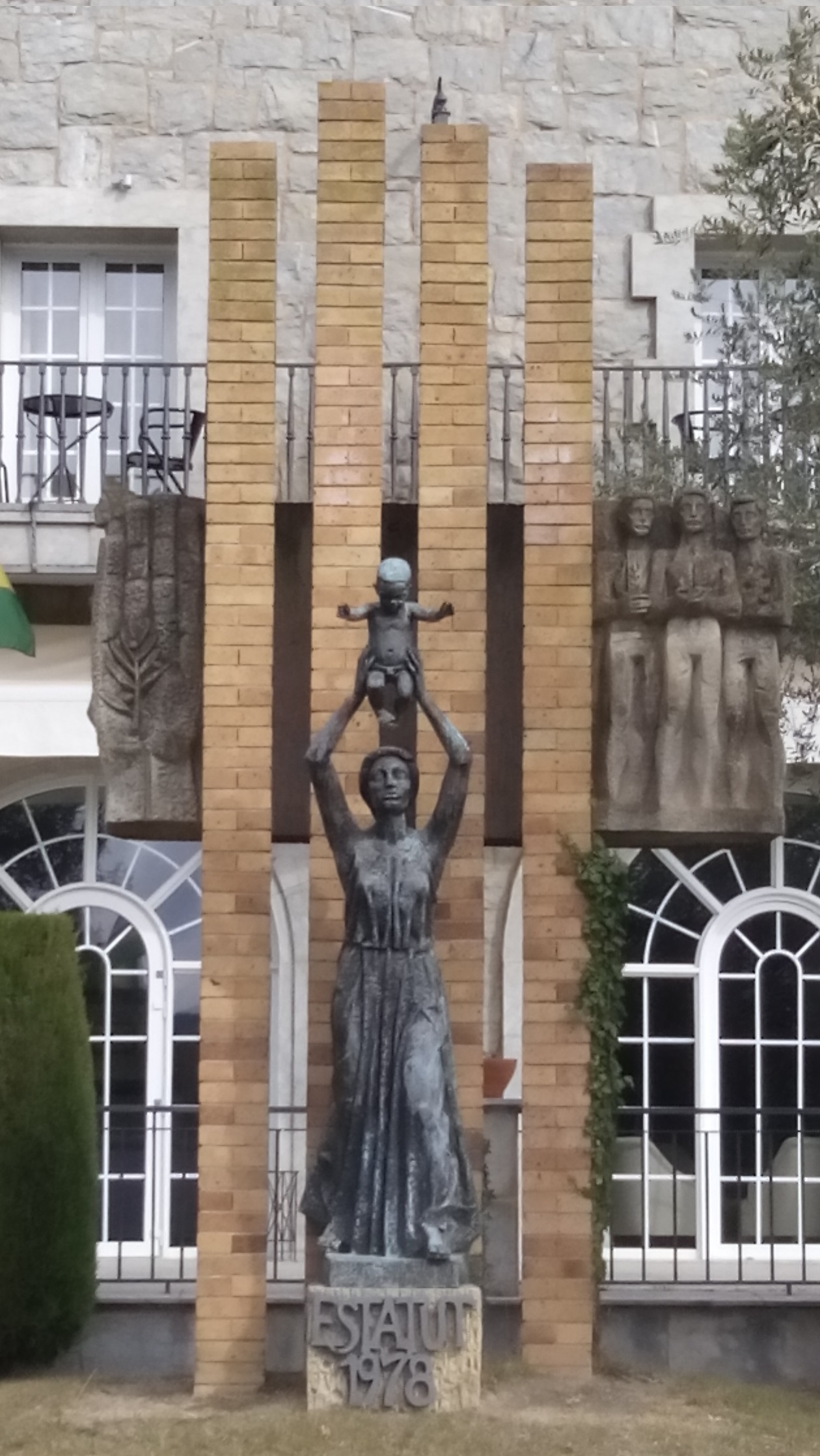
Monument en homenatge a l'Estatut de Sau a l'entrada del Parador

Actualment, el Parador és gestionat per l'empresa Paradores de Turismo de España,SA.

## El parador i l'Estatut de Sau
Aquest Parador ha esdevingut famós pel fet d'ésser l'indret de reunió del grup de parlamentaris catalans, diputats i senadors, anomenat la Comissió dels Vint que redactaren l'avantprojecte d'Estatut de Catalunya, entre el 12 i 15 de setembre 1978, conegut també, per aquest motiu, com l'Estatut de Sau.
A l'entrada del Parador hi ha el monument a l'Estatut de Sau, obra del prestigiós escultor Josep Ricart i Maymir. El monument fou inaugurat el dia 3 d'octubre de 1982 pel, aleshores, President de la Generalitat, Jordi Pujol i Soley, l'alcalde de les Masies de Roda, i la majoria dels parlamentaris que participaren en la redacció de l'Estatut, començant pel president de la Comissió dels Vint, Josep Andreu i Abelló.